# ساوندغاردن
ساوندغاردن هي فرقة روك أمريكية التي شكلت في سياتل في عام 1984 من قبل المغني وعازف الجيتار الإيقاعي كريس كورنيل، عازف الجيتار الرئيسي كيم تايل، وعازف الباص هيرو ياماموتو. أصبح مات كاميرون عازف الطبل بدوام كامل في عام 1986، في حين أصبح عازف الباص بن شيبيرد بديلا دائما عن ياماموتو في عام 1990. حلت الفرقة في عام 1997 وإعادة تشكيلها في عام 2010. بقي كورنيل في ساوندغاردن حتى وفاته في مايو 2017، ما أثار الشك حول مستقبل الفرقة وترك ثايل العضو الأصلي الوحيد المتبقي من مؤسسي الفرقة.
كانت ساوندغاردن من الفرق التي أسست أسلوب الغرنج، وهو نمط من الروك البديل تطور في سياتل، وكانت إحدى فرق الغرانج وقعت مع علامة ساب بوب. كما كانت أول فرقة غرنج توقع مع علامة رئيسية (أيه أند إم ريكوردز في عام 1989)، رغم أنها لم تحقق النجاح التجاري حتى صعود شعبية هذا النوع في أوائل التسعينات مع معاصراتها من فرق سياتل مثل بيرل جام، نيرفانا، أليس إن تشاينز.
حققت ساوندغاردن أكبر نجاح لها بألبوم Superunknown الذي صدر عام 1994، الذي تصدر قائمة بيلبورد 200 منذ أسبوعه الأول، وأصدرت الأغاني المنفردة الحائزة على جائزة جرامي «بلاك هول صن» و «سبونمان». في عام 1997، انفصلت الفرقة بسبب الصراع الداخلي على التوجه الإبداعي. وبعد أكثر من عقد من العمل على المشاريع والفرق الأخرى، تم لم شمل ساوندغاردن في عام 2010، وأصدرت ألبومها السادس، كينغ أنيمال، على علامة ريبوبليك ريكوردز بعد عامين.
باعت شركة ساوندغاردن أكثر من 10.5 مليون تسجيل في الولايات المتحدة حتى عام 2012،  و 22.5 مليون في جميع أنحاء العالم. وصنفتهم مجلة VH1 في المرتبة 14 في قائمتهم الخاصة «أعظم مائة فنان هارد روك».

## روابط خارجية
- ساوندغاردن على موقع IMDb (الإنجليزية)
- ساوندغاردن على موقع ميوزك برينز (الإنجليزية)
- ساوندغاردن على موقع رولينغ ستون (الإنجليزية)
- ساوندغاردن على موقع أول ميوزيك (الإنجليزية)
- ساوندغاردن على موقع ديسكوغز (الإنجليزية)